# Station Katowice
Station Katowice is een spoorwegstation in de Poolse stad Katowice. Het station werd geopend in 1846. Het huidige stationsgebouw dateert uit 1972.